# ブエノスアイレス地下鉄200形電車

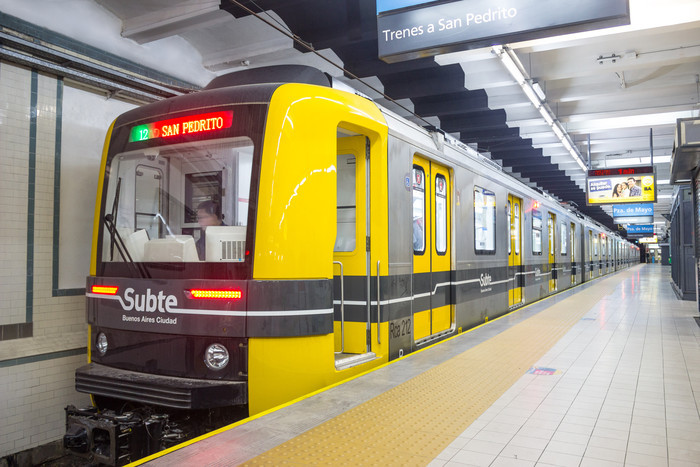
200形電車

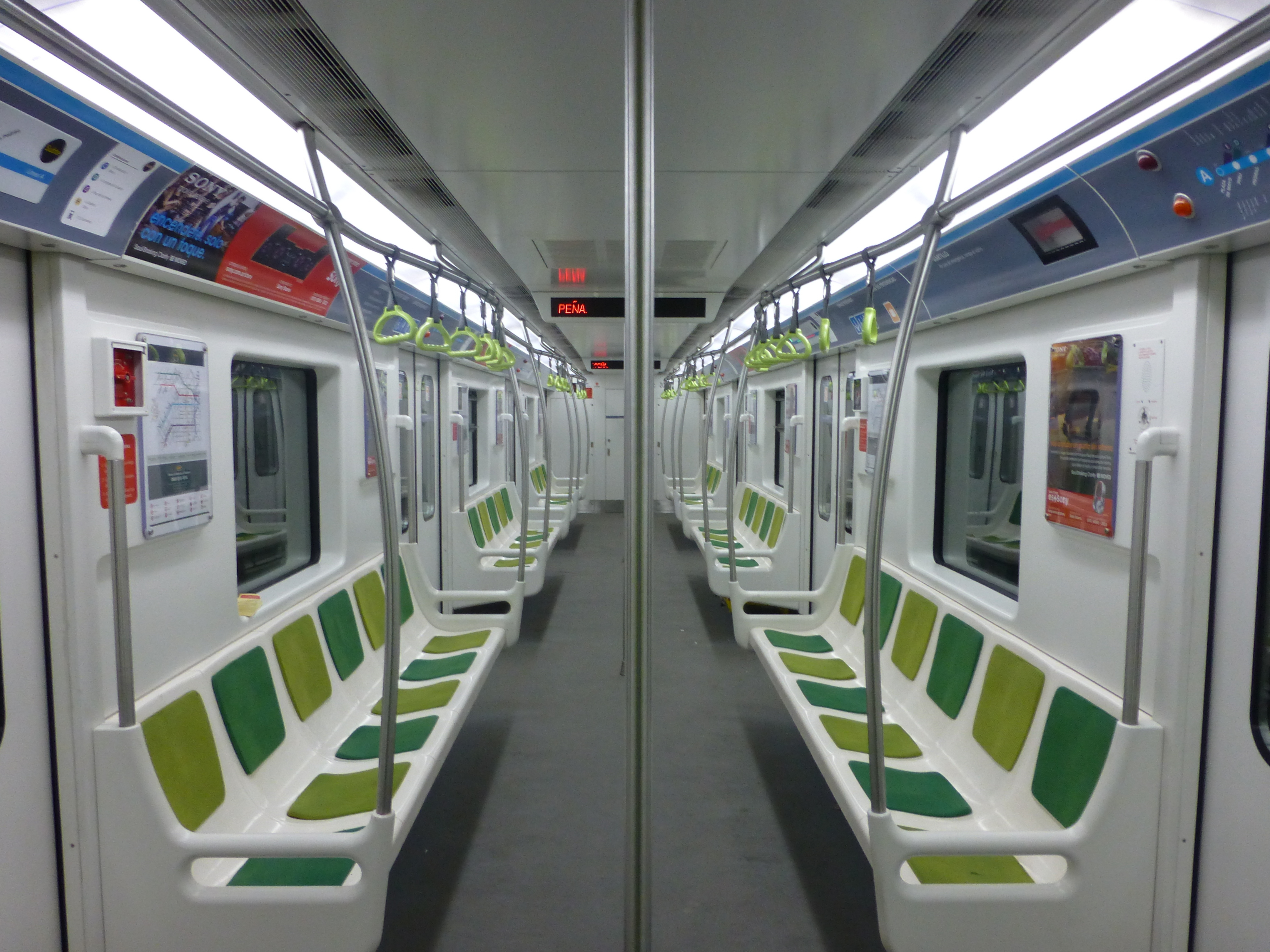
200形電車の車内

200形電車は、ブエノスアイレス地下鉄の通勤形電車。中国中車長春軌道客車で製造された。

## 概要
2013年にA線は直流1.100Vから直流1.500V に上昇し、同線を走る旧型車両の置き換え用として導入された。2018年からC線でも活躍している。

## 車内
座席はFRP製でモケットを貼ったタイプ。車内案内表示器はLED式で通路上に設置。